# Tirant lo Blanch
Tirant lo Blanch (pol. Tirant Biały) – powieść rycerska Joanota Martorella wydana po raz pierwszy w 1490 roku w Walencji. 
Powieść opowiada o przygodach rycerza zwanego Tirantem Białym. Miguel de Cervantes w powieści Don Kichot w scenie palenia biblioteki bohatera określił ją jako najlepszą rycerską powieść. W 2006 roku została zekranizowana jako Tirant lo Blanc. 